# Lengenbachite
La lengenbachite' (simbolo IMA: Len) è un minerale appartenente alla classe dei "solfuri e solfosali" con composizione chimica Ag4Cu2Pb18As12S39.

## Etimologia e storia

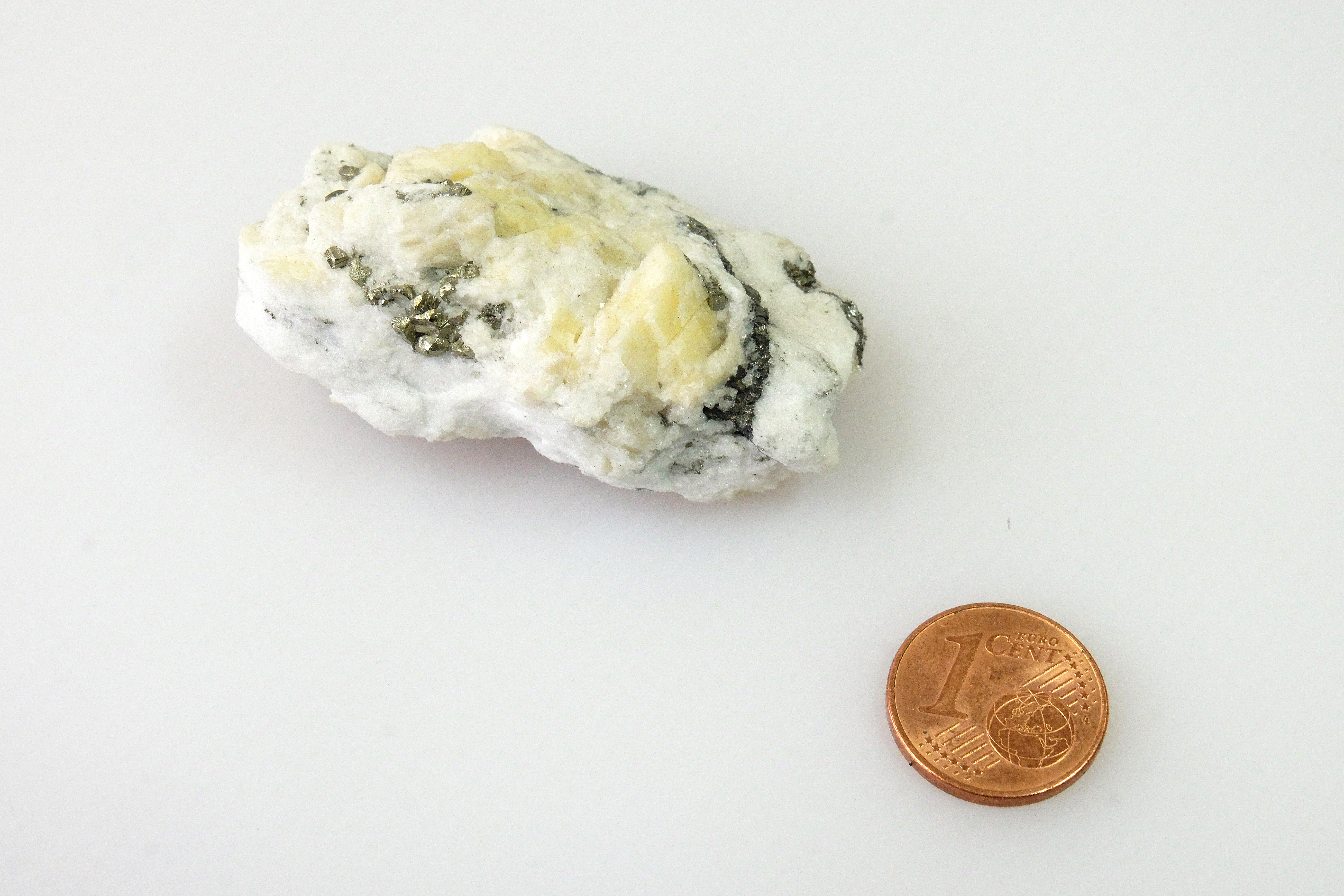
Lengenbachite-pirite-dolomite proveniente dalla miniera di "Lengenbach", Svizzera

La lengenbachite deve il suo nome alla sua località tipo, la miniera di "Lengenbach" (46.365°N 8.22111°E), situata nella valle di Binn (Canton Vallese, Svizzera).

## Classificazione
Nella classica nona edizione della sistematica dei minerali di Strunz, aggiornata dall'Associazione Mineralogica Internazionale fino al 2009, la lengenbachite è elencata nella classe "2. Solfuri e solfosali" e nella sottoclasse "2.H Solfosali di archetipo SnS"; questa viene suddivisa più finemente in base alla composizione del minerale, in modo da poter trovare la lengenbachite nella sezione "2.HF Con unità di struttura di archetipo SnS e PbS" dove è l'unico membro del sistema nº 2.HF.30.
Tale classificazione viene mantenuta invariata anche nell'edizione successiva, proseguita dal database "mindat.org" e chiamata Classificazione Strunz-mindat.
Anche nella Sistematica dei lapis (Lapis-Systematik) di Stefan Weiß la lengenbachite si trova nella classe dei "solfuri e solfosali (solfuri, seleniuri, tellururi, arseniuri, antimoniuri, bismuti)" e da lì nella sottoclasse dei "solfosali (S : As,Sb,Bi = x)"; qui è nella sezione dei "solfosali di piombo con As/Sb (x=3,8 - 3,1)" dove insieme a geocronite, gratonite, jordanite, meneghinite e tsugaruite forma il sistema nº II/E.15.
Simile collocamento anche nella classificazione dei minerali secondo Dana, usata principalmente nel mondo anglosassone: la lengenbachite è nella famiglia dei "solfuri e solfosali" e da qui nella classe dei "solfosali" e nella sottoclasse dei "solfosali con rapporto 3 < z/y < 4 e composizione (A+)i(A2+)j[ByCz], A = metalli, B = semimetalli, C = non metalli"; all'interno di essa è l'unico membro del sistema nº 03.03.07.

## Abito cristallino
La lengenbachite cristallizza nel sistema triclino; vengono riconosciute due sottocelle con i seguenti parametri reticolari: la prima sottocella, pseudotetragonale, possiede parametri a = 36,892(20) Å, b = 5,842(5) Å, c = 5,847(5) Å, α = 90,00°, β = 92,00° e γ = 91,01(1)°, oltre ad avere 6 unità di formula per cella unitaria, mentre la seconda sottocella, pseudoesagonale, possiede a = 36,892(20) Å, b = 3,895(4) Å, c = 6,378(7) Å, α = 90,00°, β = 90,00° e γ = 91,01(1)°, sempre con 6 unità di formula.

## Origine e giacitura
La lengenbachite ha origini idrotermali ed è stata trovata in paragenesi con jordanite, pirite e sfalerite.
Il minerale è estremamente raro ed è stato trovato solo nella sua località tipo, la miniera di "Lengenbach" (nella valle di Binn, Svizzera), in due siti nel territorio della Transbajkalia (Russia) e nelle miniere "Con" e "Negus" nei pressi di Yellowknife (nei territori del Nord-Ovest, Canada).

## Forma in cui si presenta in natura
La lengenbachite si presenta come cristalli sottili e lamellari che sono comunemente piegati o arricciati, di dimensioni fino a 4 cm; la grande faccia piatta {100} è striata parallelamente alla sua direzione di allungamento. I cristalli sono flessibili rendendolo inconfondibile. I microcristalli (detti in gergo "micromounters") vengono trovati dai collezionisti nelle discariche delle miniere della stessa valle.
Il minerale è opaco e possiede lucentezza metallica; il colore è grigio acciaio, a volte ossidato e iridescente, mentre il colore del suo striscio è marrone-nero.

## Parametri chimico-fisici
- Formula empirica:[14]

Pb6Ag1,2Cu0,8As4S13
dove:
- rame 2,38%
- argento 6,05%
- arsenico 14%
- piombo 58,09%
- zolfo 19,48%

Altri parametri:
- radioattività = GRapi = 0
- Indice di fermioni = 0,12
- Indice dei bosoni = 0,88
- Indice fotoelettrico:
  - PeLenghenbachite = 1075,90 barn/elettroni
  - U=PELengenbachiteXelettroni ρ = 6462,18 barn/CC

La lengenbachite risulta solubile in acido nitrico (HNO3) e in acqua regia.